# Terme romane di Bath
Le terme romane di Bath furono costruite ai tempi dell'imperatore Vespasiano, nel 75 d.C., nella città allora chiamata Aquae Sulis. Pare infatti che in questa zona, fin dal 10000 a.C., dal sottosuolo fuoriuscisse acqua, ancor oggi visibile.
Erano conosciute in tutto l'Impero romano e frequentate da gente di ogni classe sociale. Il complesso comprendeva anche un tempio dedicato a Sulis, antica dea celtica dell'acqua, e alla dea romana Minerva.
Nel 410, con l'abbandono della Britannia da parte delle legioni romane, le terme vennero abbandonate e l'Inghilterra fu invasa dai Sassoni, che conquistarono la città nel 577. La struttura cadde in sfacelo e si allagò. Per arginare l'acqua si mise del pietrisco negli ambienti, che con l'acqua si trasformò in fango nerastro che sommerse le terme.

## Le sorgenti

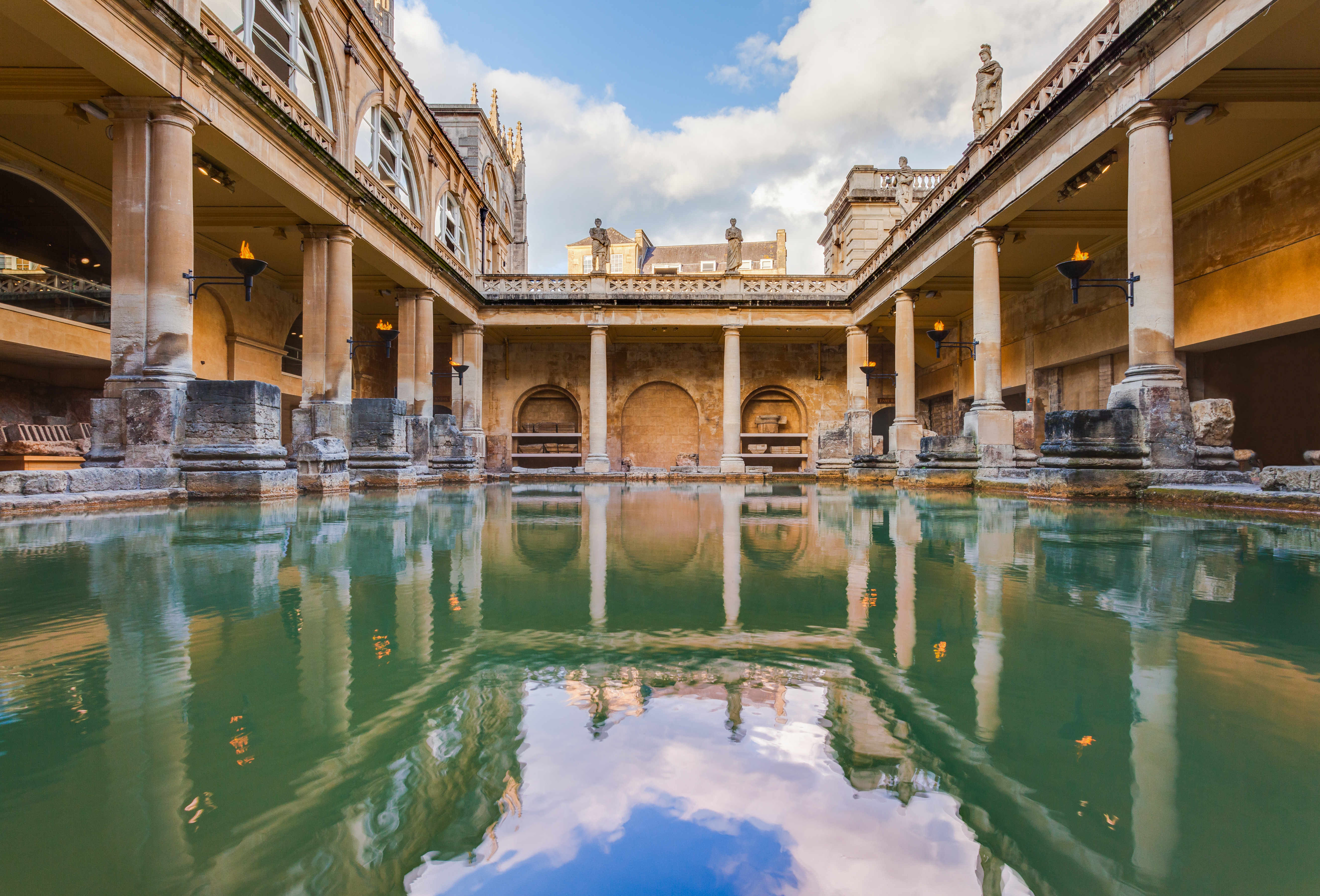
Le terme

L'acqua che alimenta le terme di Bath cade dapprima sotto forma di pioggia sulle vicine Mendip Hills. Grazie ad una serie di cunicoli sotterranei, l'acqua percola fino a una profondità compresa tra i 2.700 e i 4.300 metri, dove viene raggiunta una temperatura fra i 69 e i 96 °C a causa dell'energia geotermale. L'acqua così immessa si riscalda e attraverso fenditure e porosità naturali riemerge in superficie. Questo processo ricorda molto da vicino quello artificiale dei sistemi geotermici migliorati, che pure sfrutta le succitate proprietà dell'acqua, ma per incrementare la produzione di energia elettrica. Le terme di Bath, quindi, captano 1,17 milioni di litri di acqua calda ogni giorno, che sgorga dal suolo ad una temperatura di 46 °C.

## Storia

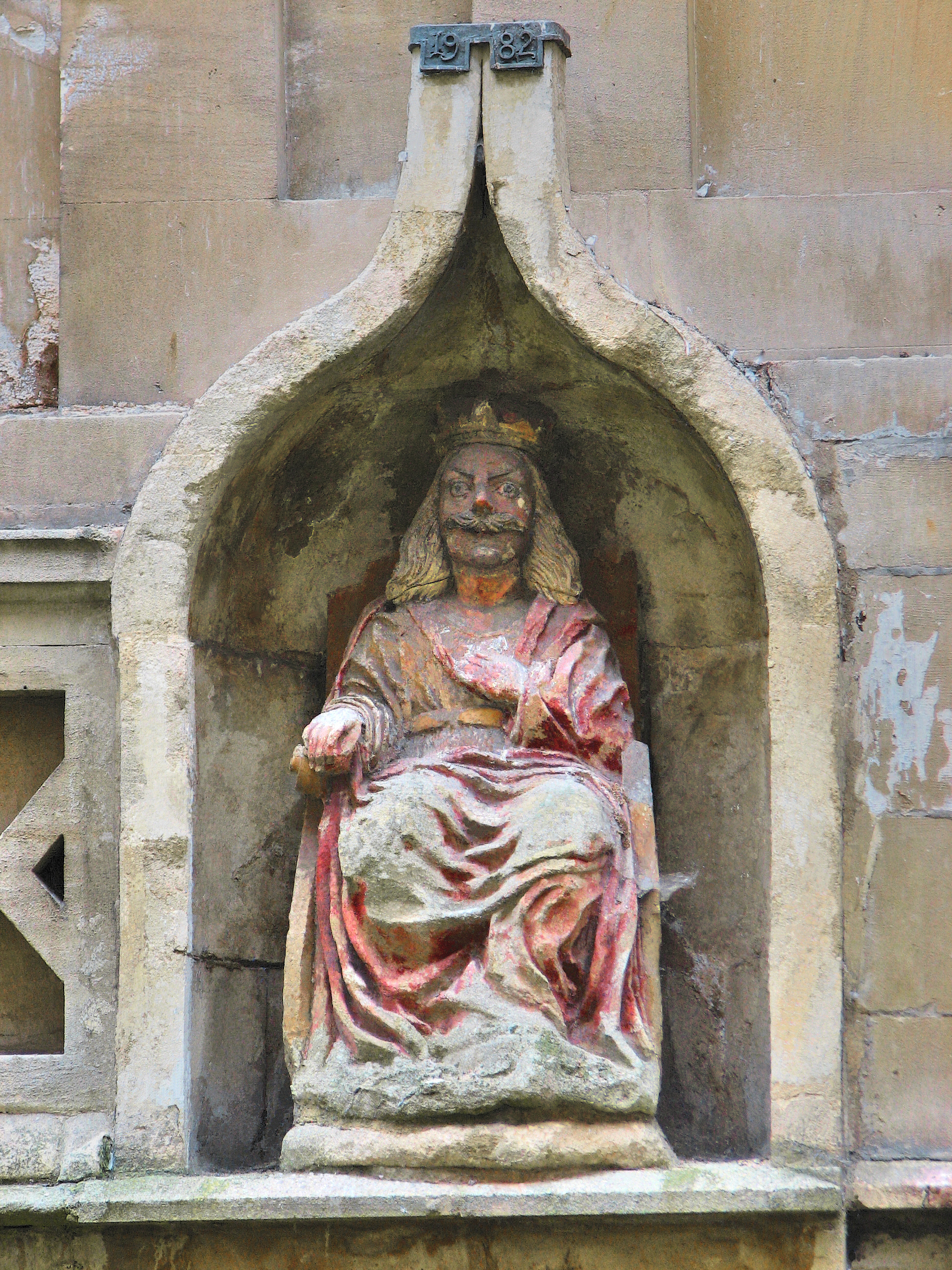
Al re Bladud venne dedicata una statua che tuttora sovrasta la stazione termale

I primi ad usufruire delle terme furono i Celti, che sul sito costruirono un santuario dedicato alla dea Sulis, adorata dai Romani sotto il nome di Minerva. Goffredo di Monmouth, nel suo Historia Regum Britanniae, attribuisce la scoperta delle terme al principe britannico Bladud, padre dello shakespeariano re Lear. La riscoperta di questa leggenda all'inizio del diciottesimo secolo incrementò significativamente il mito di Bath: Goffredo, infatti, ci narra di come Bladud guarì dalla lebbra grazie alle proprietà curative dell'acqua di questa zona.

### L'epoca imperiale

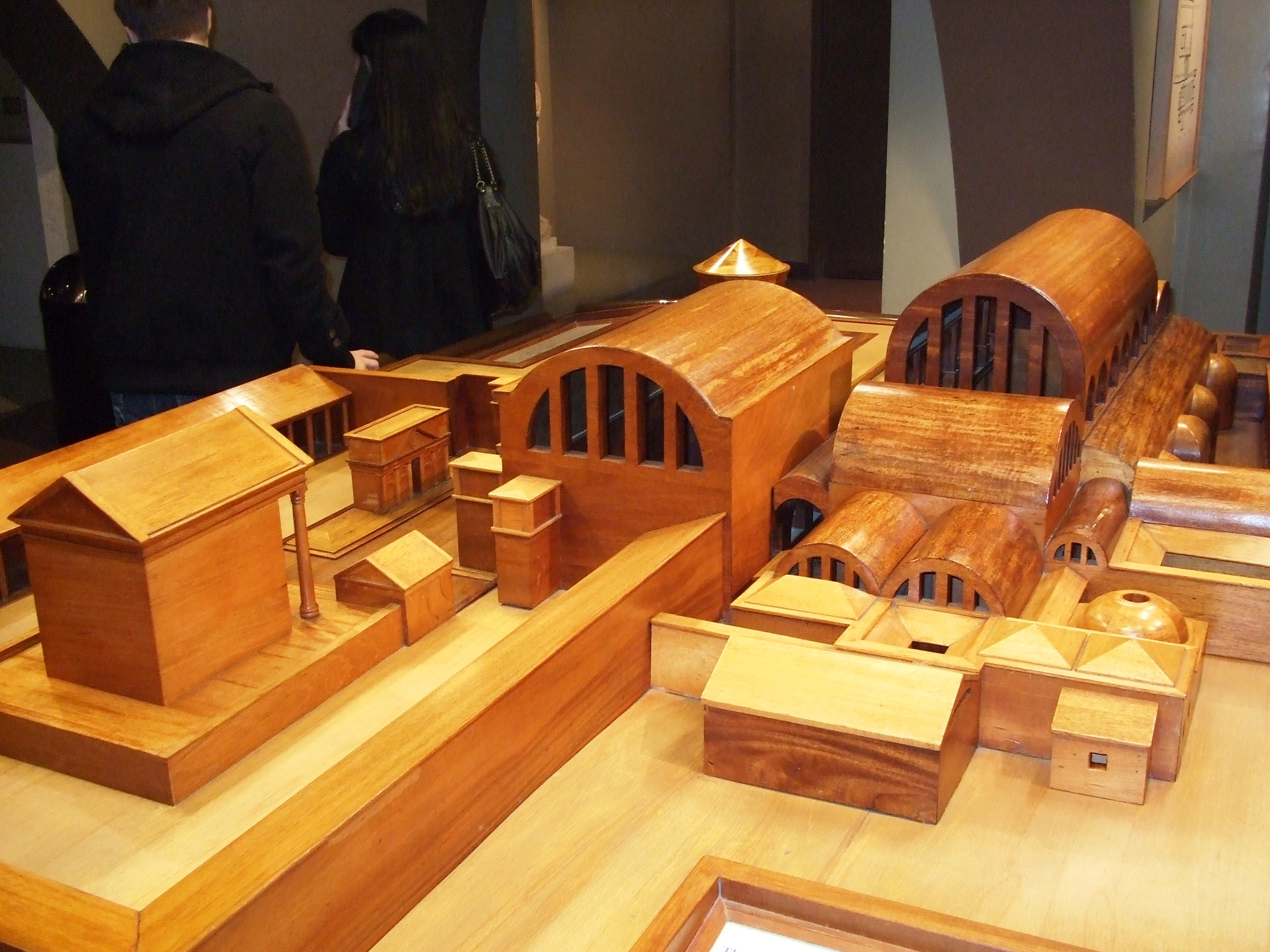
Plastico che riproduce le terme

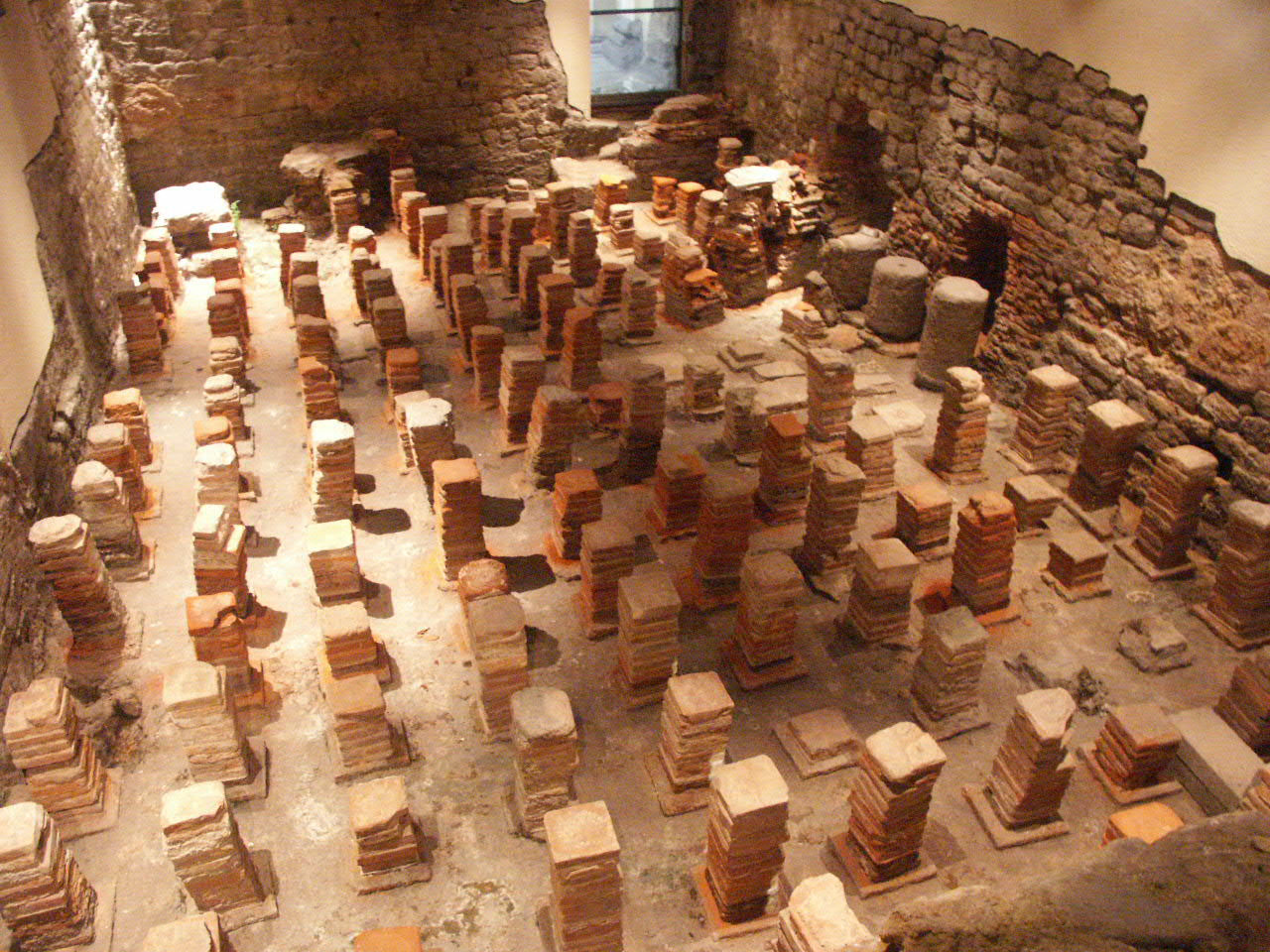
Il calidarium

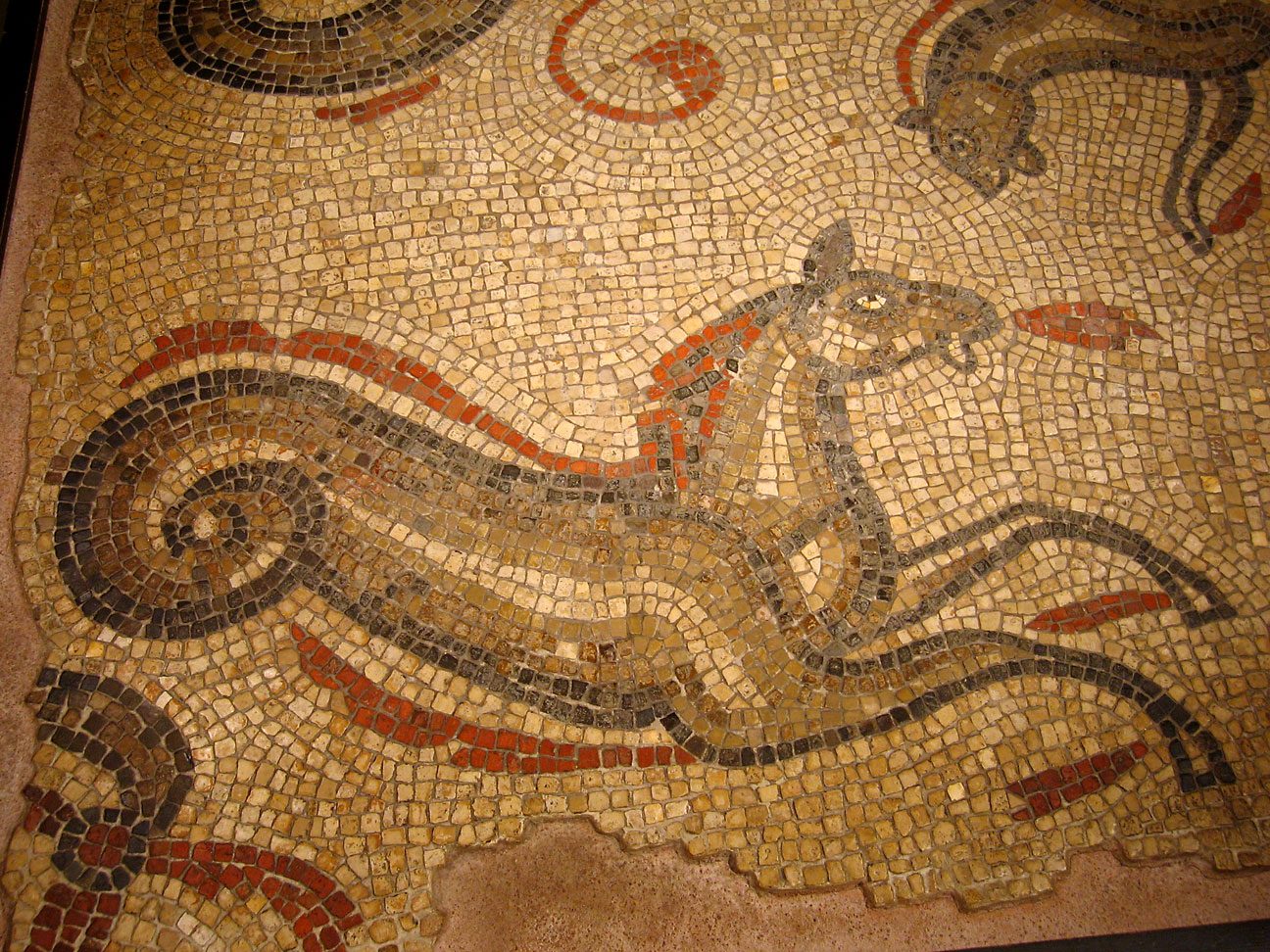
Un mosaico raffigurante un ippocampo

Il nome di Sulis continuò ad essere utilizzato anche dopo il tramonto della civiltà celtica, tanto che i Romani decisero di battezzare la città come Aquae Sulis («le acque di Sulis»). I Romani, infatti, conobbero le sorgenti termali nel 44 d.C.; la costruzione delle terme ebbe luogo nel 60-70, anche se i vari rimaneggiamenti si conclusero solo nei trecento anni successivi. Durante l'occupazione romana della Britannia, e possibilmente su suggerimento dell'imperatore Claudio, vennero costruite delle strutture lignee sotterranee per evitare che l'edificio sprofondasse nel fango. La fonte venne inoltre fatta cingere da un muro alto 2 metri rivestito da lamine di piombo. Nel III secolo, le terme vennero rinchiuse in un'enorme sala voltata, che comprendeva un modesto calidarium («caldo», disposto a ovest), un tepidarium («tiepido») e un frigidarium («freddo», collocato a sud). Il rifacimento del tetto, inoltre, rese necessario anche il rafforzamento delle mura con contrafforti di laterizio. L'intero complesso rimase in uso fino al declino del dominio romano, dopo il quale venne insabbiato ed infine allagato; la Cronaca anglosassone ne data l'abbandono nel VI secolo.
Presso il sito sono state rinvenute 130 tessere plumbee con esecrazioni: le cosiddette defixiones. Le maledizioni, scritte in romanzo britannico, erano principalmente rivolte ai ladri di indumenti, che venivano lasciati sul ciglio della vasca mentre il proprietario si immergeva nelle acque termali.

### La rinascita
Mentre la città di Bath prosperava grazie al commercio della lana, le Terme caddero nell'oblio fino al 1755, quando il dandy Beau Nash ne fece l'elegante ritrovo dell'aristocrazia londinese. La fonte è oggi ospitata in un edificio ottocentesco in stile neoclassico, frutto della matita di John Wood il Vecchio e del figlio John Wood il Giovane.
Vari sono gli interventi che hanno restituito le Terme così come le possiamo vedere oggi: fra questi, degni di nota sono la Grand Pump Room di Thomas Baldwin (1789-99) e il colonnato settentrionale, sempre del Baldwin.

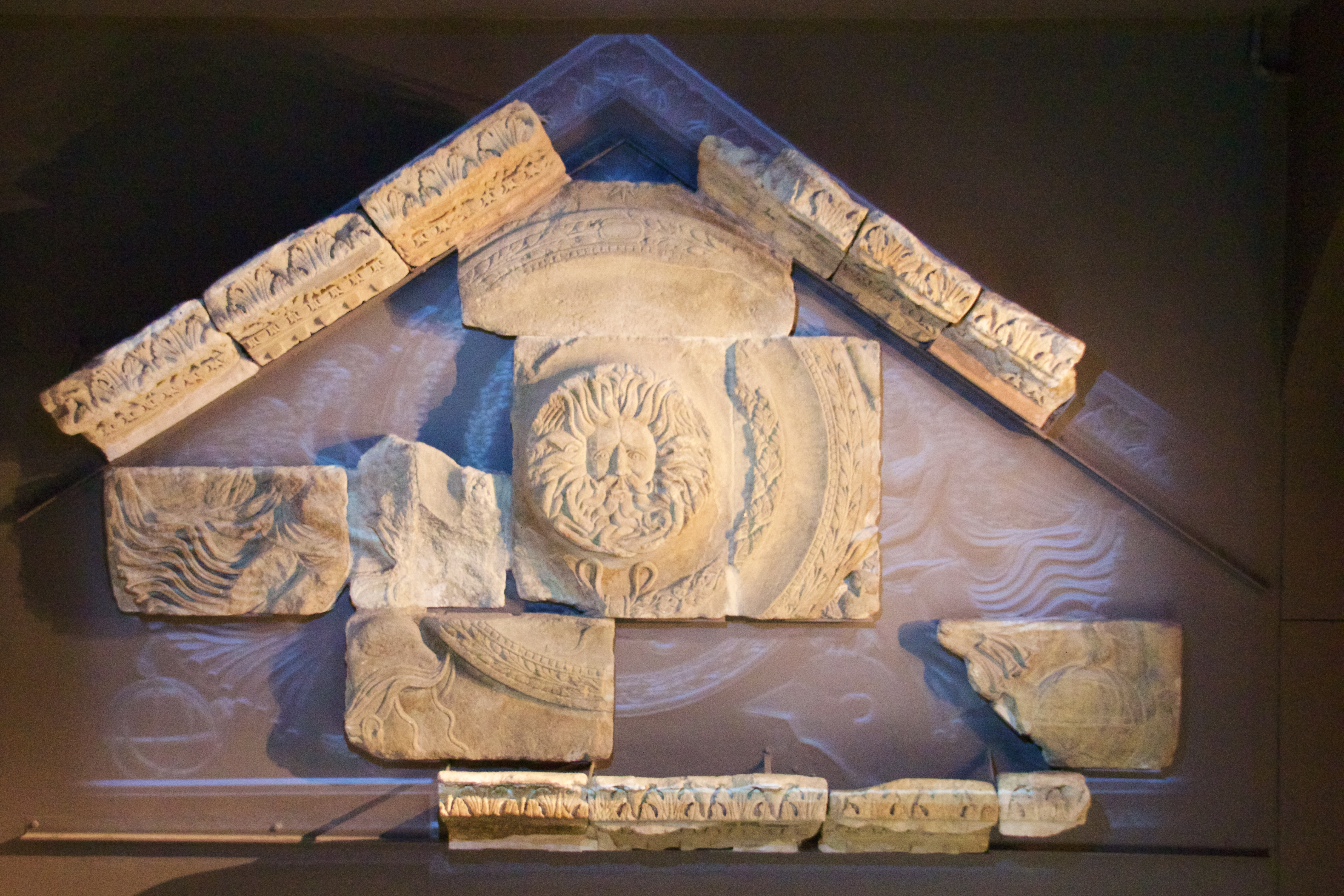
L'elaborato frontone raffigurante la testa di «Gorgone»

### Museo
Il museo conserva una superba raccolta di manufatti romani, rinvenuti prevalentemente nelle Sorgenti Sacre, dato che sta ad indicare la natura votiva dei reperti. Nella collezione spiccano la testa di bronzo dorato di una statua di Minerva, restituita dalle indagini archeologiche del 1727, e una collezione di 12,000 monete romane.
Nel museo, vengono custodite anche le vestigia dell'ipocausto, utilizzato per riscaldare il calidarium delle terme.

## Tempio di Sulis - Minerva
Il tempio romano dedicato a Sulis - Minerva è contemporaneo alle adiacenti Terme. In origine, il complesso era caratterizzato da una struttura tetrastila di ordine corinzio e si ergeva su un podio elevato di due metri dall'area pavimentata a mosaico; a circondare il tutto, vi era un ambulacro colonnato. Il tempio presentava numerose caratteristiche inusuali per l'architettura della Britannia: fra queste, di spicco era l'elaborato frontone con al centro una testa del dio Nettuno o di Oceano, sostenuta da due creature alate in un clipeo. Varie sono le controversie sorte per determinare l'identità del dio celtico assimilato dai Romani ad Oceano, che nell'iconografia tradizionale romana non ha ha ali e serpenti intrecciati nella barba. Inoltre il volto raffigurato è maschile, quindi non è una Gorgone, perché le Gorgoni erano tre sorelle. Un'altra teoria suggerisce che sia una divinità celtica del Sole.

## Tutela del sito

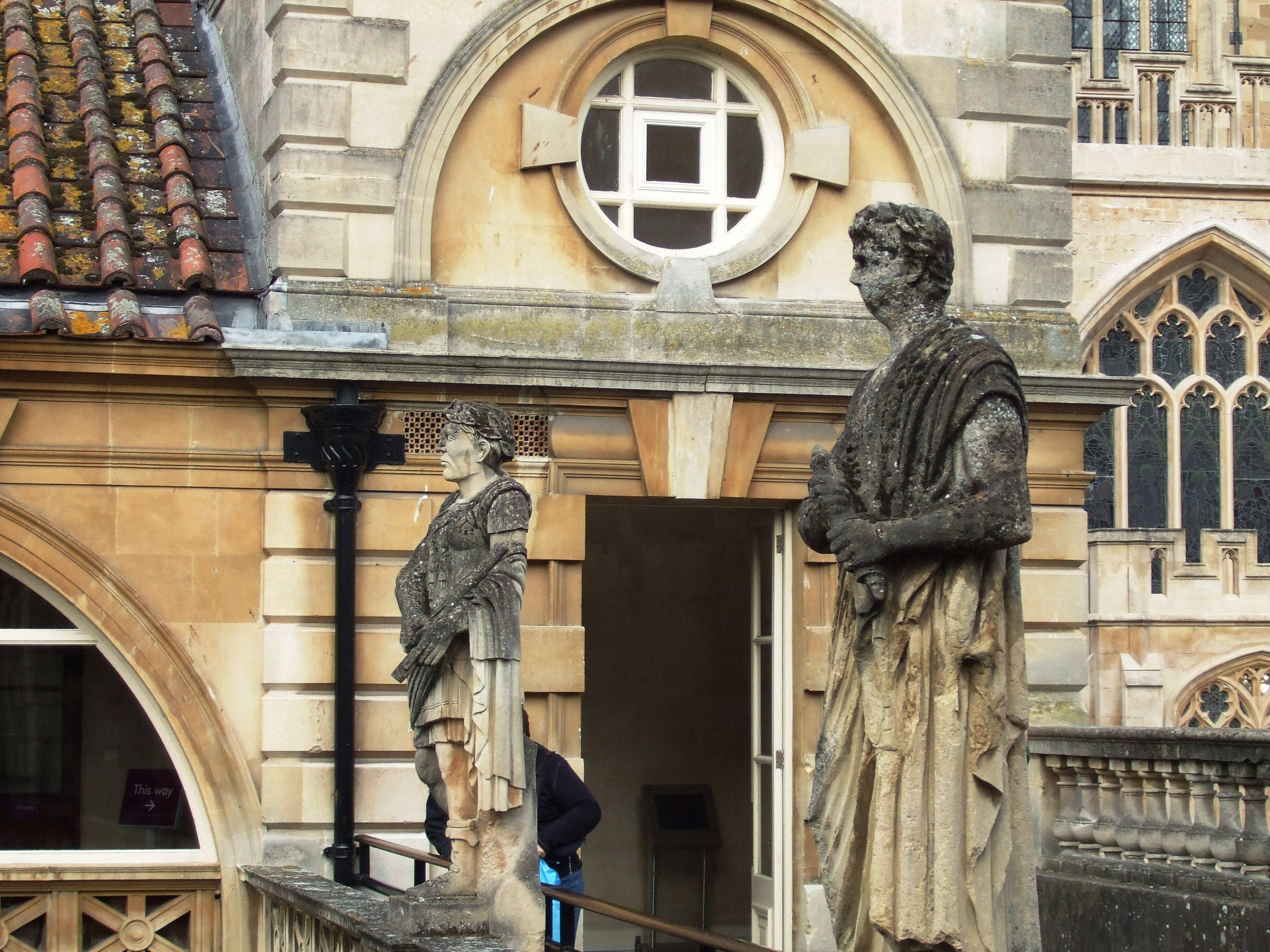
Le statue sul corridoio sopraelevato

Le statue novecentesche degli imperatori romani che adornano i corridoi aperti della struttura sono particolarmente suscettibili agli effetti della pioggia acida; per questo motivo, viene applicata con cadenza regolare una speciale patina protettiva. Analogamente, le mostre allestite all'interno della struttura sono compromesse dall'aria calda, che separa i sali corrosivi dalle murature romane; per limitare questo fenomeno, nel 2006 venne installato un nuovo sistema di ventilazione.
Nel 2009, le Terme vennero sottoposte a una serie di interventi, con un supporto finanziario del Bath and North East Somerset Council (coadiuvato dal Department for Culture, Media e dal Sport/Wolfson Fund), che ridisegnarono il percorso museale, migliorandone l'accesso.

## Sicurezza delle acque
Il responsabile delle acque termali è il Bath and North East Somerset Council, che monitora costantemente i valori di pressione, temperatura e affluenza. L'acqua che sgorga dalle fonti è ricca di sodio, calcio, e ioni cloruro e solfato.
La nocività per la salute delle acque è dovuta agli alti livelli di radioattività, riconosciuta durante la seconda guerra mondiale, e all'elevato rischio di contrarre infezioni. Nell'ottobre del 1978, una ragazza dei Bath Dolphins, squadra di nuoto locale che usava allenarsi nelle nuove Terme, venne contagiata dalla meningite e morì: l'evento ha comportato la chiusura del sito per numerosi anni. Alcuni test hanno poi rivelato la presenza nell'acqua di un'ameba, la Naegleria fowleri, responsabile della morte della nuotatrice.
In seguito al divieto di immersione nelle terme romane, dal 2003 è stato aperto in pieno centro storico un nuovo centro termale, disegnato da Nicholas Grimshaw.